# 大畑清隆
大畑 清隆（おおはた きよたか）は、日本の男性アニメーション演出家、アニメーション監督。

## 作品リスト

### テレビアニメ
1987年
- ミスター味っ子（制作進行）

1989年
- ダッシュ!四駆郎（絵コンテ）

1990年
- 勇者エクスカイザー（演出）

1991年
- 太陽の勇者ファイバード（絵コンテ・演出）

1992年
- 伝説の勇者ダ・ガーン（絵コンテ・演出）
- ヤダモン（演出）

1993年
- ミラクル☆ガールズ（絵コンテ・演出）
- 疾風!アイアンリーガー（絵コンテ・演出）
- ジャングルの王者ターちゃん♡（演出）

1994年
- キャプテン翼J（演出）
- 疾風!アイアンリーガー 銀光の旗の下に（絵コンテ・演出）

1995年
- 飛べ!イサミ（演出）
- ぼのぼの（演出）

1996年
- はじめ人間ゴン（絵コンテ・演出）
- こどものおもちゃ（絵コンテ・演出）
- 機動戦艦ナデシコ（絵コンテ・演出）

1997年
- はれときどきぶた（絵コンテ）
- 新・天地無用!（絵コンテ・演出）
- BURN-UP EXCESS（絵コンテ・演出）

1998年
- 魔法のステージファンシーララ（絵コンテ・演出）
- ジェネレイターガウル（演出）

1999年
- 天使になるもんっ!（絵コンテ・演出）

2000年
- OH!スーパーミルクチャン（助監督）
- HAND MAID メイ（絵コンテ）

2001年
- 地球少女アルジュナ（絵コンテ）
- シスター・プリンセス（監督、第12話まで）

2002年
- アベノ橋魔法☆商店街（絵コンテ）
- あずまんが大王（絵コンテ・演出、OP絵コンテ・演出）
- こすぷれCOMPLEX（絵コンテ）

2003年
- GAD GUARD（絵コンテ）
- まぶらほ（絵コンテ）

2004年
- 忘却の旋律（監督補）
- 学園アリス（絵コンテ・演出）
- 奥さまは魔法少女（監督補）

2006年
- 地獄少女（絵コンテ）
- よみがえる空 -RESCUE WINGS-（絵コンテ・演出）
- 彩雲国物語（絵コンテ）
- ハチミツとクローバーII（絵コンテ）
- あさっての方向。（絵コンテ）
- 地獄少女 二籠（絵コンテ）

2007年
- BACCANO! -バッカーノ!-（絵コンテ）
- 苺ましまろOVA（絵コンテ）

2008年
- 夏目友人帳（絵コンテ）
- 地獄少女 三鼎（絵コンテ）

2009年
- 続 夏目友人帳（絵コンテ）
- とらドラ!（絵コンテ）
- 初恋限定。（絵コンテ）
- ティアーズ・トゥ・ティアラ（絵コンテ）

2010年
- デュラララ!!（絵コンテ）
- WORKING!!（OP絵コンテ・演出）
- ひめチェン!おとぎちっくアイドル リルぷりっ（絵コンテ）
- 海月姫（絵コンテ）

2011年
- 夏目友人帳 参（絵コンテ）
- WORKING'!!（OP絵コンテ・演出、ED絵コンテ・演出）

2013年
- メガネブ!（絵コンテ）

2015年
- 魔法少女リリカルなのはViVid（絵コンテ・演出）
- WORKING!!!（絵コンテ・演出、OP絵コンテ・演出）

2016年
- ふらいんぐうぃっち（OP絵コンテ・演出）
- チア男子!!（絵コンテ）
- 91Days（絵コンテ）

2017年
- スクールガールストライカーズ Animation Channel（絵コンテ）
- ツインエンジェルBREAK（変身シーン絵コンテ・演出）
- アリスと蔵六（OP絵コンテ・演出）
- エロマンガ先生（絵コンテ・演出）
- GRANBLUE FANTASY The Animation（絵コンテ）
- 地獄少女 宵伽（絵コンテ）
- クジラの子らは砂上に歌う（絵コンテ）

2018年
- スロウスタート（絵コンテ）
- ラストピリオド -終わりなき螺旋の物語-（OP絵コンテ・演出）
- ハイスコアガール（絵コンテ、OP絵コンテ・演出）

2019年
- ダンジョンに出会いを求めるのは間違っているだろうかII（絵コンテ）

2020年
- 社長、バトルの時間です!（演出）
- ダンジョンに出会いを求めるのは間違っているだろうかIII（絵コンテ）
- 戦翼のシグルドリーヴァ（絵コンテ）

2021年
- EDENS ZERO（絵コンテ・演出）
- 死神坊ちゃんと黒メイド（絵コンテ）
- 現実主義勇者の王国再建記（絵コンテ）
- マブラヴ オルタネイティヴ（絵コンテ・演出、原画）

2022年
- 処刑少女の生きる道（絵コンテ）

2023年
- シュガーアップル・フェアリーテイル（絵コンテ）

2024年
- Lv2からチートだった元勇者候補のまったり異世界ライフ（絵コンテ）
- ただいま、おかえり（絵コンテ）
- 黄昏アウトフォーカス（絵コンテ）
- FAIRY TAIL 100年クエスト（絵コンテ）

2025年
- ハニーレモンソーダ（絵コンテ・演出）
- マジック・メイカー 〜異世界魔法の作り方〜（絵コンテ）
- 美男高校地球防衛部ハイカラ!（絵コンテ）

### OVA
2003年
- エイケン（監督）

### その他
2016年
- トキワ来たれり!! サンデーCM劇場（演出）